# 中国心理学会
中国心理学会（英語：Chinese Psychological Society）是由中华人民共和国心理学工作者组成的全国性、学术性、非营利性社会团体，由中国科学技术协会主管。现任学会理事长为赵国祥。

## 历史
由陆志韦等在1937年创建于南京。

## 著名会员
- 曹日昌
- 潘菽
- 萧孝嵘

## 各地省级心理学会
- 上海市心理学会
- 江苏省心理学会
- 浙江省心理学会
- 安徽省心理学会
- 山东省心理学会
- 江西省心理学会